# قلعة القدموس
قلعة القدموس تقع في سوريا على بُعد نحو 30 كيلومترًا شرق مدينة بانياس، وعلى مسافة تقارب 70 كيلومترًا إلى الشمال الشرقي من مدينة طرطوس. ترتفع القلعة أكثر من 1000 متر عن مستوى سطح البحر، وتقوم على مرتفع صخري طبيعي معزول عن محيطه من جميع الجهات، حيث تمتد بشكل طولي وتتوضع على القمة، ما يمنحها إطلالة بانورامية خلابة على المناطق المحيطة من مختلف الاتجاهات.

## وصف القلعة
يصل الزائر إلى القلعة عبر درج، وقد جرى ترميم المدخل الرئيسي وإنشاء درج إسمنتي حديث يقود إلى البوابة الأولى، وهي بوابة قديمة شُيّدت لأغراض دفاعية. وإلى يمين البوابة يمتد جدار تحصيني بطول 50 مترًا، مبني من حجارة مشذبة، يحمي الممر المؤدي إلى داخل القلعة. كما تظهر بقايا إحدى ركائز البوابة الثانية المبنية من حجارة منحوتة.
يواصل الدرج صعوده ليبلغ سطح القلعة، حيث يُشاهد بئران ماء قديمان منحوتان في الصخر الطبيعي، كانا يُستخدمان لجمع مياه الأمطار. تنتشر على الحافة الجنوبية من القلعة مجموعة من الأبنية السكنية الحديثة، بعضها مشيّد بالإسمنت المسلح وبعضها الآخر بالحجارة المقطوعة.
في وسط القلعة تقريبًا، يوجد بناء أثري قديم ذو مدخل بعقد حجري أنيق، يفضي إلى ممر داخلي يستند إلى ست ركائز حجرية سداسية (ثلاث على كل جانب)، متصلة بعقود تلتقي في محور السقف، فتقسم المساحة إلى ثلاثة أقسام مترابطة. تفصل بين الركائز نوافذ متوسطة الحجم على الجانب الجنوبي، بينما تقع في الجهة الشرقية قاعة مستطيلة يبلغ طولها 20 مترًا وعرضها 10 أمتار، وتضم ثلاثة أروقة ذات أسقف عقدية، ولكل رواق شرفة تطل نحو الشرق. تعرضت القلعة لأضرار كبيرة في زلزال 6 شباط، عام 2023.